# 共产党-反对派
共产党-反对派（德語：Kommunistische Partei-Opposition，缩写为KPO）是德国历史上的一个共产主义政党。该党成立于1928年底，存在至1939年或1940年。1933年1月，阿道夫·希特勒和纳粹党上台后，该党作为非法的地下组织继续存在。该组织曾试图取代由恩斯特·台尔曼领导的主流的德国共产党。该党是国际共产主义反对派（右翼反对派）的第一个国家分支。该党的主席是海因里希·布兰德勒和奥古斯特·塔尔海默。